# Horaiclavus
Horaiclavus là một chi ốc biển, là động vật thân mềm chân bụng sống ở biển trong họ Turridae.

## Các loài
Các loài thuộc chi Horaiclavus bao gồm:
- Horaiclavus anaimus Sysoev in Fedosov & Kantor, 2008[3]
- Horaiclavus filicincta (Smith E. A., 1882)[4]
- Horaiclavus madurensis (Schepman, 1913)[5]
- Horaiclavus multicostata (Schepmann, 1913)[6]
- Horaiclavus phaeocercus Sysoev in Fedosov & Kantor, 2008[7]
- Horaiclavus splendida (Adams A., 1867)[8]
- Horaiclavus stenocyma Kuroda, Habe & Oyama, 1971[9]
- Horaiclavus sysoevi Smriglio & Mariottini, 2003[10]